# Birgitta Charlez

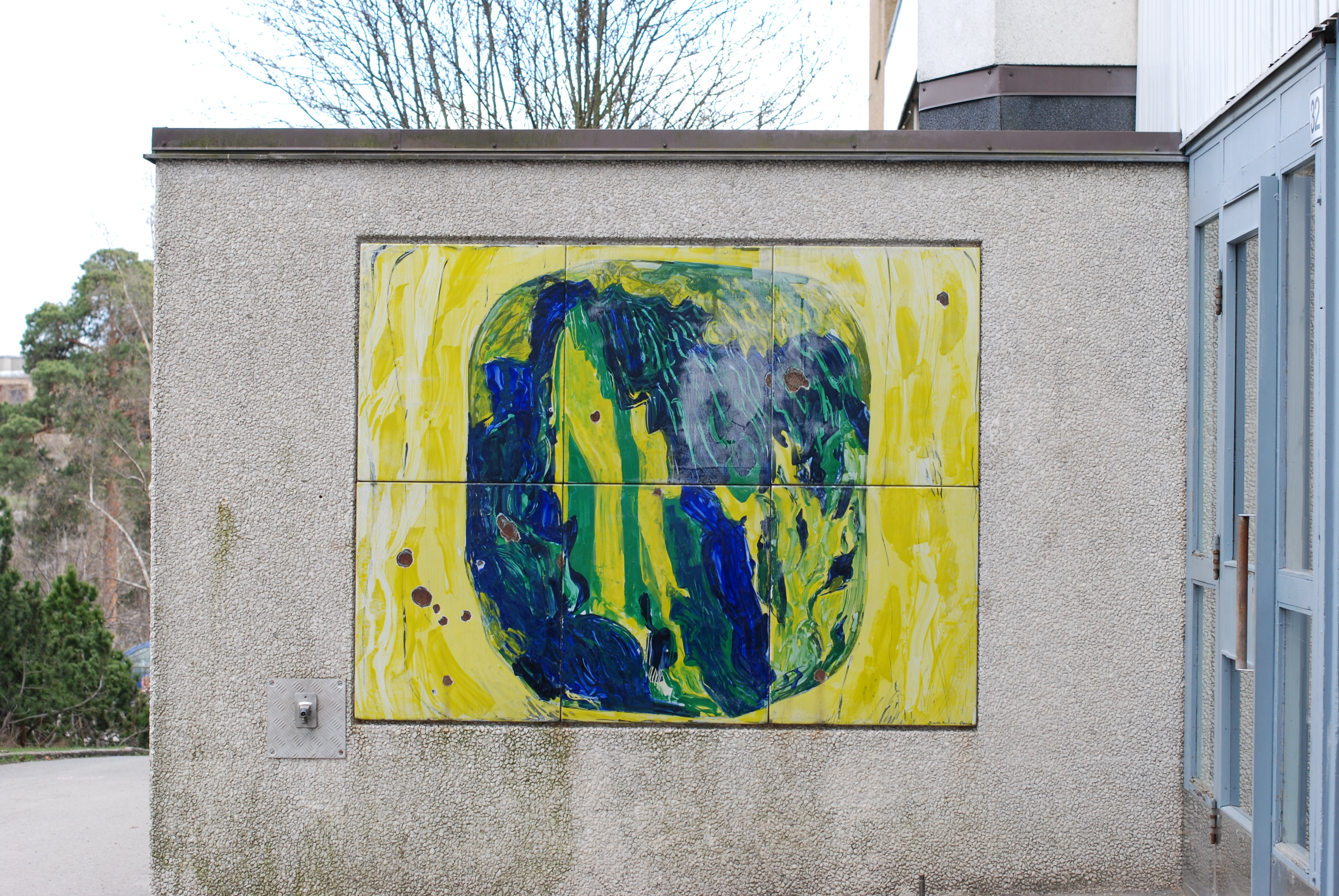
Emblem vid husentrén Älvsåkersgränd 47 i Östbergahöjden i Stockholm

Elsa Birgitta Charlez, född Pettersson 20 augusti 1937, är en svensk bildkonstnär.
Birgitta Charlez är en av de 21 konstnärer som medverkade i Svenska Bostäders projektet 1967-69 att konstnärligt utsmycka husentréerna till 49 nybyggda lamellhus på Östbergahöjden i stadsdelen Östberga i Stockholm.